# Elkhart megye
Elkhart megye az Amerikai Egyesült Államokban, azon belül Indiana államban található. Megyeszékhelye Goshen, legnagyobb városa Elkhart. Lakosainak száma 207 047 fő (2020. április 1.).

## Szomszédos megyék
- Cass megye (északnyugat)
- Saint Joseph megye (északkelet)
- LaGrange megye (kelet)
- Noble megye (délkelet)
- Kosciusko megye (dél)
- Marshall megye (délnyugat)
- Saint Joseph megye (nyugat)

## Népesség
A megye népességének változása:
| Lakosok száma | 197 450 | 198 526 | 199 258 | 200 563 | 203 474 | 207 047 |
|               | 2010    | 2011    | 2012    | 2013    | 2015    | 2020    |